# Římskokatolická farnost Hulín
Římskokatolická farnost Hulín je územní společenství římských katolíků s farním kostelem svatého Václava v děkanátu Kroměříž.

## Historie farnosti
Farní kostel sv. Václava je v písemných pramenech poprvé připomínán roku 1261, kdy Hulín získalo olomoucké biskupství. Průzkum stavebního vývoje a rozbor dochovaných architektonických prvků ustálil dataci výstavby kostela do 30. let 13. století. Zobrazení předpokládaného románského kostela je patrné na městské pečeti z konce 13. století.
Kostel svatého Václava prodělal podstatné změny na přelomu 16. a 17. století. V průběhu třicetileté války byl kostel dvakrát vydrancován vojenskými oddíly a v letech 1634 a 1635 věž opakovaně vyhořela po zásahu blesku.
V roce 1747 kostel poškodil požár, který zničil střechu a dřevěné části stavby spolu s varhanami. V letech 1749-54 následovaly rozsáhlé opravy: původní románský presbytář s apsidou byl odstraněn a loď byla prodloužena a rozšířena k východu o jedno klenební pole a přidáno k ní kněžiště se sakristií, zvýšena koruna románské lodi a celý prostor byl jednotně zaklenut. V letech 1869-1870 byla zvýšena věž o zvonicové patro a kolem roku 1890 se opravoval krov a sanktusová věžička. V roce 1908 byl opraven a očištěn románský portál. Bylo upraveno kněžiště a u sakristie přistavěna malá předsíň. V roce 1934 byl zřízen nový vchod na kůr z točitého schodiště při věži. V roce 1937 byl upraven klasicistní portál pod věží podle návrhu sochaře Julia Pelikána. V závěru 40. let dvacátého století byla realizována oprava exteriéru, při níž byly odstraněny barokní omítky z románské lodi, její kvádrové zdivo doplněno a plošně přespárováno. Tento vzhled byl zachován i při dalších opravách prováděných v průběhu 20. a počátkem 21. století.

## Duchovní správci
Současným farářem je od července 2016 R. D. Mgr. Jiří Kopřiva.

## Bohoslužby
| Kostel          | Místo | Bohoslužba (den)                   | Hodina                         | Poznámka     |
| --------------- | ----- | ---------------------------------- | ------------------------------ | ------------ |
| svatého Václava | Hulín | neděle pondělí středa pátek sobota | 9.30 18.00 18.00 adorace 18.00 | farní kostel |

## Aktivity ve farnosti
Ve farnosti se pravidelně koná tříkrálová sbírka.
V letech 2018-2019 byla realizována generální oprava střechy kostela. Peníze na investici v hodnotě 13 milionů korun se podařilo sehnat v rekordním čase díky nejen kraji nebo městu, ale také místním obyvatelům.